# 1182
| 1182               |
| ------------------ |
| Dødsfald - Fødsler |
|                    |

| Gregoriansk kalender | 1182 MCLXXXII           |
| Ab urbe condita      | 1935                    |
| Armensk kalender     | 631 ԹՎ ՈԼԱ              |
| Kinesiske kalender   | 3878 – 3879 辛丑 – 壬寅 |
| Etiopisk kalender    | 1174 – 1175             |
| Jødisk kalender      | 4942 – 4943             |
| Hindukalendere       |                         |
| - Vikram Samvat      | 1237 – 1238             |
| - Shaka Samvat       | 1104 – 1105             |
| - Kali Yuga          | 4283 – 4284             |
| Iransk kalender      | 560 – 561               |
| Islamisk kalender    | 578 – 579               |

Konge i Danmark: Valdemar den Store enekonge fra 1157-1182 og Knud 6. 1182-1202
Se også 1182 (tal)

## Begivenheder
- Knud 6. bliver officielt konge (han blev kronet som medkonge allerede som 7-årig).

## Født
- 5. juli Frans af Assisi, grundlægger af Franciskanerordenen.  (Død 3. oktober 1226),

## Dødsfald
- 12. maj – Valdemar den Store, konge af Danmark (født 1131).